# Mihai Iordache (deputat)
Mihai Iordache (n. 15 august 1945) este un deputat român în legislatura 1990-1992, ales în județul Ialomița pe listele partidului FSN.  Mihai Iordache a fost membru în grupurilr parlamentare de prietenie cu Republica Bulgaria, Republica Venezuela, Republica Libaneză, Mongolia și Republica Elenă. 